# 8 Bit Weapon
8 Bit Weapon is een Amerikaans duo dat chiptunemuziek maakt. In 1999 startte Seth Sternberger het project, zijn vrouw Michelle werd in 2006 aan de bezetting toegevoegd. Zij was toen al als soloartiest actief onder de naam ComputeHer. De band heeft soundtracks geschreven voor verschillende media waaronder de game Reset Generation (2008) en de website ForTheLoveOfGaming.com. 8 Bit Weapon gebruikt 8-bit (spel)computers zoals de Apple II, of meer specifiek de geluidschips uit deze computers zoals de SID-chip uit de Commodore 64, voor het maken van muziek.
8 Bit Weapon heeft samen met MJ Mahon een drumcomputer ontwikkeld voor de Apple II. De drumcomputer bestaat uit software die geleverd wordt op 5¼″ diskettes en een digital music synthesizer. De drumcomputer is onder andere gebruikt door State Shirt.

## Discografie

### Studioalbums
- Confidential 1.0, 2003
- Official bootleg, 2004
- Vaporware soundtracks, 2005
- Vaporware soundtracks 2.0, 2006
- Meantime, 2007
- Confidential 2.0, 2008
- Silo 64 soundtrack, 2010
- Bits with byte, 2012
- Disassembly language: ambient music for deprogramming vol. 1, 2016
- Class apples, 2017

### Ep's
- The ep, 2005
- Electric high, 2009
- Tron tribute, 2010

### Soundtrack
- Reset Generation, 2008

### Compilatiealbums
- The 8 Bit Weapon collection 1998-2012, 2012
- Chiptopia: The best of 8 Bit Weapon & ComputeHer, 2012